# Aoba-ku (Yokohama)
Aoba-ku (青葉区?) è uno dei 18 quartieri della città di Yokohama, in Giappone.